# Milena Čelesnik
Milena Čelesnik, slovenska atletinja, * 10. september 1933, Ljubljana, † 10. maj 2017, Ljubljana.
Po poklicu je bila učiteljica telesne vzgoje. Kariero je začela v klubih Enotnost in Odred v Ljubljani, jo nadaljevala v Kladivarju, na koncu pa pri AK Olimpija Ljubljana. Za Jugoslavijo je nastopila na Poletnih olimpijskih igrah 1960 v Rimu, kjer je v metu diska osvojila 22. mesto v kvalifikacijski skupini. Bila je slovenska rekorderka v metu diska z dolžino meta 49,46 m, 18-kratna jugoslovanska reprezentantka, šestkratna jugoslovanska in enajstkratna slovenska prvakinja.